# Július 12.
Július 12. az év 193. (szökőévben 194.) napja a Gergely-naptár szerint. Az évből még 172 nap van hátra.
Névnapok: Dalma, Izabella + Abony, Eleonóra, Erneszt, Ernő, Fedor, Félix, Fortunát, Gerzson, János, Jázmin, Leonóra, Nóra, Uzonka

## Események
- 1191 – A harmadik keresztes háborúban a keresztes seregek beveszik Akkót.
- 1260 – IV. Béla magyar király és István herceg csapatai vereséget szenvednek II. Ottokár cseh király hadaitól a kroissenbrunni csatában.
- 1521 – Az I. Szulejmán szultán vezette török haderő elfoglalja Zimony várát, amit szerbek védenek.
- 1543 – VIII. Henrik angol király feleségül veszi hatodik, egyben utolsó feleségét, Catherine Parrt.
- 1561 – Felszentelik a – Rettegett Iván orosz cár rendeletére a kazányi tatár kánság feletti győzelem emlékére – Moszkvában 1555 és 1561 között felépített Boldog Vazul-székesegyházat. (Később, az ide temetett szent életű bolond-bölcs Vazul emlékére kapta a Vaszilij Blazsennij nevet.)
- 1917 – Első alkalommal kerül harci alkalmazásra a mustárgáz, melyet bevetnek a németek a britek ellen Ypres mellett a nyugati fronton.
- 1919 – P. Ábrahám Dezső vezetésével Szegeden ellenkormány alakult.
- 1941 – A Luftwaffe először bombázza Moszkvát.
- 1943 – A prohorovkai páncélosütközet, a világtörténelem legnagyobb tankcsatája a kurszki ívben.
- 1954 – Elvis Presley aláírja első lemezszerződését a Sun Recordsszal.
- 1962 – A Rolling Stones együttes első hivatalos fellépése a londoni Marquee Klubban.
- 1975 – São Tomé és Príncipe függetlenné válik Portugáliától.
- 1994 – A Német Szövetségi Alkotmánybíróság tisztázza a német erők külföldi bevetésének alkotmányos alapját, ezáltal elhárulnak azok az alkotmányos ellenvetések, amelyek eddig nem tették lehetővé a német részvételt az ENSZ, a NATO, vagy a WEU békefenntartó misszióiban.

## Sportesemények
Formula–1
- 1987 –  brit nagydíj, Silverstone - Győztes: Nigel Mansell  (Williams Honda Turbo)
- 1992 –  brit nagydíj, Silverstone - Győztes: Nigel Mansell  (Williams Renault)
- 1998 –  brit nagydíj, Silverstone - Győztes: Michael Schumacher  (Ferrari)
- 2009 –  német nagydíj, Nürburgring - Győztes: Mark Webber  (Red Bull Racing Renault)

## Születések
- 1751 – Billiart Szent Júlia katolikus apáca, rendalapító († 1816)
- 1817 – Henry David Thoreau amerikai író, filozófus, a polgári engedetlenség filozófiai megalapozója († 1862)
- 1824 – Eugène Boudin francia festő († 1898)
- 1833 – Johann Baptist von Schweitzer, német szocialista politikus és vígjátékköltő († 1875)
- 1846 – Szekrényessy Kálmán dzsidáskapitány, a Balaton és a Boden-tó első átúszója, az első magyar sportlap-alapító, szerkesztő, író, több sportág hazai meghonosítója, a Magyar Testgyakorlók Köre (MTK) és számos sportklub alapítója, dísztagja és elnöke († 1923).
- 1854 – George Eastman, a Kodak fényképezőgép (az első magánfényképezőgép) atyja († 1932)
- 1856 – Gizella osztrák főhercegnő, magyar és cseh királyi hercegnő, I. Ferenc József és Erzsébet királyné legidősebb leánya († 1932)
- 1862 – Hermann Conradi német naturalista író († 1890)
- 1872 – Emil Hácha cseh ügyvéd, Csehszlovákia és a Cseh–Morva Protektorátus náci-kollaboráns elnöke († 1945)
- 1875 – Ernst Sigismund Fischer osztrák matematikus, a Riesz-Fischer-tétel egyik névadója († 1954)
- 1882 – Tóth Péter kétszeres olimpiai bajnok magyar vívó († 1967)
- 1884 – Amedeo Modigliani olasz festőművész, szobrászművész († 1920)
- 1892 – Paula Grogger osztrák írónő, költőnő († 1984)
- 1895 – Buckminster Fuller amerikai autodidakta formatervező, építész, író, feltaláló († 1983)
- 1895 – Jaromír Korčák cseh geográfus, demográfus és statisztikus († 1989)
- 1901 – Urbán Gábor magyar zenetanár, zeneszerző († 1984)
- 1904 – Pablo Neruda, Nobel-díjas chilei költő († 1973)
- 1920 – Megyeri Barna Munkácsy Mihály-díjas magyar szobrászművész († 1966)
- 1927 – Gyetvai Elemér világbajnok magyar asztaliteniszező († 1993)
- 1930 – Guy Ligier francia autóversenyző († 2015)
- 1934 – Van Cliburn amerikai zongoraművész († 2013)
- 1935 – Vadim Petrovics Hetyman, ukrán közgazdász, bankár és politikus, 1992–1993 között az Ukrán Nemzeti Bank elnöke († 1998)
- 1937 – Margitai Ági Kossuth- és Jászai Mari-díjas magyar színész († 2014)
- 1937 – Bill Cosby amerikai színész, komikus
- 1937 – Lionel Jospin francia politikus, 1997 és 2002 között Franciaország miniszterelnöke
- 1946 – Sian Barbara Allen, amerikai színésznő
- 1947 – Kenedi János magyar író, újságíró, kritikus
- 1947 – Orbán György Kossuth-díjas magyar zeneszerző
- 1949 – Bánó András Pulitzer-emlékdíjas magyar újságíró, szerkesztő, műsorvezető
- 1951 – Sass Sylvia Kossuth-díjas magyar operaénekes, érdemes művész
- 1952 – Liz Mitchell énekesnő a Boney M. együttes tagja
- 1955 – Gáspár Imola romániai magyar színésznő
- 1967 – John Petrucci a Dream Theater alapító tagja, szólógitárosa, dalszerzője.
- 1972 – Benedek Tibor, háromszoros olimpiai bajnok magyar vízilabdázó, edző († 2020)
- 1979 – Petra Hůlová cseh írónő
- 1979 – Omid Abtahi iráni születésű amerikai színész
- 1980 – Katherine Legge brit autóversenyző
- 1982 – Andy Kim amerikai politikus és diplomata
- 1983 – Yarelys Barrios, kubai atléta
- 1988 – Filkor Attila magyar labdarúgó
- 1988 – Obinna Metu, nigériai atléta
- 1988 – Pak Inbi, dél-koreai golfjátékos
- 1991 – James Rodríguez, kolumbiai válogatott labdarúgó
- 1995 – Luke Shaw angol labdarúgó
- 1997 – Malála Júszafzai Nobel-békedíjas pakisztáni születésű emberjogi aktivista
- 1998 – Shai Gilgeous-Alexander kanadai kosárlabdázó

## Halálozások
- 1450 – Jack Cade, az 1450-es angliai lázadás vezetője (* 1420)
- 1536 – Desiderius Erasmus (Rotterdami Erasmus) németalföldi humanista filozófus, teológus, pedagógus, író (* 1466)
- 1712 – Richard Cromwell az Angol Köztársaság második lordprotektora, Oliver Cromwell fia és örököse (* 1626)
- 1899 – Mihalkovics Géza magyar orvos, anatómus, egyetemi tanár; a Magyar Tudományos Akadémia tagja (* 1844)
- 1910 – Charles Rolls angol autógyártó, a Rolls-Royce Motor Cars egyik alapítója (* 1877)
- 1935 – Alfred Dreyfus francia katonatiszt, a Dreyfus-ügy főszereplője (* 1859)
- 1978 – Makláry Zoltán, Kossuth-díjas színész, érdemes és kiváló művész (* 1896)
- 1979 – Georgij Mihajlovics Berijev szovjet repülőgéptervező (* 1903)
- 1996 – Hargitai László talajkémikus, egyetemi tanár (* 1930)
- 1997 – François Furet francia történész (* 1927)
- 1999 – Szeleczky Zita magyar színésznő, filmszínésznő (* 1915)
- 2005 – Piero Cappuccilli olasz operaénekes, bariton (* 1929)
- 2008 – Nemes Krisztián, az MH PRT tűzszerész részlegének parancsnoka, posztumusz őrnagy (* 1976)
- 2020 – Kelly Preston, amerikai színésznő, modell (* 1962)
- 2020 – Szűcs Lajos, olimpiai bajnok magyar labdarúgó (* 1943)

## Nemzeti ünnepek, emléknapok, világnapok
- São Tomé és Príncipe függetlenségének napja